# TIZ

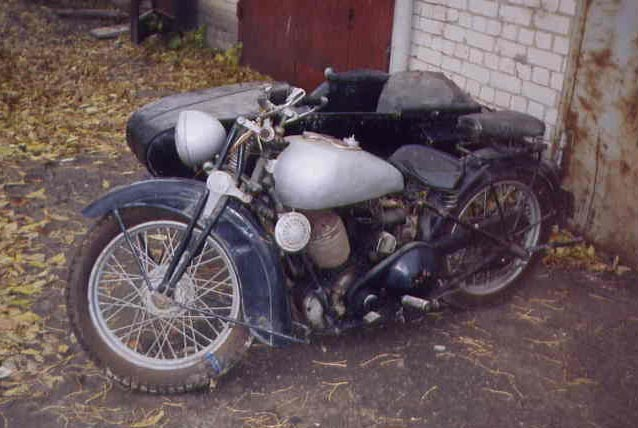
TIZ-AM-600

TIZ is een Russisch historisch merk van motorfietsen dat van 1935 tot 1943 werd gebouwd door de Gereedschapsfabriek van Taganrog nr. 65 (Taganrogski instroementalny zavod no 65 imeni tovarisjtsja Stalina), die later werd hernoemd tot Combinefabriek van Taganrog. De letters TIZ staan voor Taganrogski Instroementalny Zavod. Het bekendste model was de TIZ-AM-600, die veel werd gebruikt door het Rode Leger tijdens de Tweede Wereldoorlog. In 1941 werd de productie op bevel van Stalin overgeplaatst naar de Siberische stad Tjoemen om uit handen van de Duitsers te blijven, waar de productie echter na 2 jaar alsnog werd stopgezet.
De Russische fabriek maakte 596 cc zijkleppers, maar in 1936 kwam er ook een lichte motorfiets met een 2 pk tweetaktmotor.

## Modellen
- TIZ-AM-600 (1935-1943);
- TIZ-50 (1931-1941);
- TIZ-BN-1200, experimenteel - 32 pk;
- TIZ-Kometa-1, experimenteel;
- TIZ-6 (1938), experimenteel;
- TIZ-7 (eind jaren 30), experimenteel;
- TIZ-51 (eind jaren 30), experimenteel.